# 弗朗索瓦·冈格洛夫
弗朗索瓦·冈格洛夫（法語：François Gangloff，1898年7月11日—1979年3月16日），生于比沙伊姆，法国男子竞技体操运动员。他曾获得1924年夏季奥运会体操比赛男子团体全能和男子横跳马银牌。